# Tapeinosperma sessilifolium
Tapeinosperma sessilifolium är en viveväxtart som beskrevs av Carl Christian Mez. Tapeinosperma sessilifolium ingår i släktet Tapeinosperma och familjen viveväxter.

## Underarter
Arten delas in i följande underarter:
- T. s. calcicola
- T. s. ouazangouense